# مارتین رودریگز
مارتین ولادیمیر رودریگز تورخون (اسپانیایی: Martín Vladimir Rodríguez Torrejon‎؛ زادهٔ ۵ اوت ۱۹۹۴) بازیکن فوتبال اهل شیلی است.

## باشگاهی
از باشگاه‌هایی که در آن بازی کرده‌است می‌توان به کولو-کولو و باشگاه فوتبال کروز آزول اشاره کرد.

## تیم ملی
وی همچنین در تیم ملی فوتبال شیلی بازی کرده‌است.